# Завидово (Ильинское сельское поселение)
Завидово — опустевшая деревня в Кимрском районе Тверской области. Входит в состав Ильинского сельского поселения.

## География
Находится в юго-восточной части Тверской области на расстоянии приблизительно 24 км на запад-северо-запад по прямой от районного центра города Кимры в левобережной части района.

## История
Известна была с 1628 года как пустошь. Как деревня отмечалась с 1780-х годов, тогда здесь было 14 дворов. В 1859 году здесь (деревня Корчевского уезда Тверской губернии) было учтено 29 дворов, в 1887 — 45.

## Население
Численность населения: 61 человек (1780-е годы), 233 (1859 год), 245 (1887), 0 как в 2002 году, так и в 2010.